# 淡中圏
淡中圏（たんなかけん、tannakian category）とは与えられた体Kに関係するある付加的な構造を備えた、ある種のモノイダル圏Cである。
そのような圏Cの役割は、K上定義された代数群Gの線形表現の圏をおおよそ見積もることにある。この理論の多数の応用が今までになされてきた。

## 解説
名前の由来はコンパクト群Gとそれらの表現に関する淡中・クライン双対性である。この理論ははじめアレクサンドル・グロタンディークのセミナーで発展し、その後にドリーニュによって再考され、幾分簡易化された。理論は、副有限群あるいはコンパクト群Gの有限組み合わせ的な表現に関する理論であるグロタンディークのガロア理論に似ている。
より詳しくはSaavedra Rivanoの論評にあるが、理論の要点はガロア理論のファイバー関手{\displaystyle \Phi }をCから
{\displaystyle K_{Vect}}へのテンソル関手Tに置き換えることにある。
{\displaystyle \Phi }からそれ自身への自然変換がなす群、すなわちガロア理論における副有限群はTからそれ自身へのテンソル構造を保つ自然変換のなす群（単にモノイドとする場合もある）に置き換える。これは代数群ではないが、代数群の逆極限（すなわち副代数群）である。

## 応用
群の表現論の立場からホッジ構造あるいはl進表現が考えられる場合にこの構成が使われる。たとえばマンフォード・テイト群あるいはモチヴィックガロア群は1-コホモロジー群あるいはガロア加群が生成する淡中圏を考えることにより、構成することができる。
これら応用の範囲はモチーフの理論と密接に関係している。淡中圏が用いられる別の例ではグロタンディーク-カッツ-p曲率予想、あるいはモノドロミー群と関連づいている。

## 形式的な定義
ニュートラル淡中圏とは、K-ベクトル空間の圏への忠実充満なK-テンソル関手を備えたリジッド-アーベル-テンソル圏である。